# Sợi basalt
Sợi basalt là một vật liệu được làm từ sợi basalt cực kỳ mịn, bao gồm các khoáng chất plagioclase, pyroxene và olivine. Nó tương tự như sợi thủy tinh, có đặc tính cơ lý tốt hơn sợi thủy tinh, nhưng rẻ hơn đáng kể so với sợi carbon. Nó được sử dụng làm vật liệu chống cháy trong ngành hàng không vũ trụ và ô tô và cũng có thể được sử dụng làm vật liệu tổng hợp để sản xuất các sản phẩm như chân máy ảnh.

## Sản xuất
Công nghệ sản xuất BCF (Sợi bazan liên tục) là một quá trình gồm một giai đoạn: nấu chảy, đồng nhất hóa bazan và chiết tách sợi. Đá bazan chỉ được làm nóng một lần. Việc xử lý thêm BCF thành vật liệu được thực hiện bằng "công nghệ lạnh" với chi phí năng lượng thấp.
Sợi bazan được làm từ một vật liệu duy nhất, đá bazan nghiền nát, từ nguồn khai thác được lựa chọn cẩn thận. Đá basalt có độ axit cao (hàm lượng silica trên 46% ) và hàm lượng sắt thấp được coi là mong muốn cho sản xuất sợi. Không giống như các vật liệu tổng hợp khác, chẳng hạn như sợi thủy tinh, về cơ bản không có vật liệu nào được thêm vào trong quá trình sản xuất. Đá bazan chỉ được rửa sạch và sau đó tan chảy.
Việc sản xuất sợi bazan đòi hỏi phải nung chảy đá bazan nghiền nát và rửa sạch ở khoảng 1.500 °C (2.730 °F). Đá nóng chảy sau đó được đùn qua các vòi nhỏ để tạo ra các sợi tơ bazan liên tục.
Các sợi bazan thường có đường kính dây tóc nằm trong khoảng từ 10 đến 20 đốt, đủ xa so với giới hạn hô hấp của 5 mỏm để biến sợi bazan thành một sự thay thế phù hợp cho amiăng. Chúng cũng có mô đun đàn hồi cao, tạo ra cường độ riêng cao gấp ba lần thép. Sợi mỏng thường được sử dụng cho các ứng dụng dệt chủ yếu để sản xuất vải dệt. Sợi dày hơn được sử dụng trong cuộn dây tóc, ví dụ, để sản xuất xi lanh hoặc ống CNG. Sợi dày nhất được sử dụng cho pultrusion, geogrid, vải đơn hướng, sản xuất vải đa trục và ở dạng sợi băm nhỏ để gia cố bê tông. Một trong những ứng dụng tiềm năng nhất cho sợi bazan liên tục và xu hướng hiện đại nhất hiện nay là sản xuất thép thanh bazan ngày càng thay thế thép cây truyền thống trên thị trường xây dựng.

## Đặc tính
Bảng đề cập đến nhà sản xuất cụ thể sợi bazan liên tục. Dữ liệu từ tất cả các nhà sản xuất là khác nhau, sự khác biệt đôi khi là giá trị rất lớn.
| Đặc tính             | Giá trị     |
| -------------------- | ----------- |
| Sức căng             | 2.8–3.1 GPa |
| Mô đun đàn hồi       | 85–87 GPa   |
| Độ giãn dài khi nghỉ | 3.15%       |
| Mật độ               | 2.67 g/cm³  |

So sánh:
| Vật liệu          | Mật độ (g/cm³) | Sức căng (GPa) | Cường độ cụ thể | Mô đun đàn hồi (GPa) | Mô đun cụ thể |
| ----------------- | -------------- | -------------- | --------------- | -------------------- | ------------- |
| Steel re-bar      | 7.85           | 0.5            | 0.0667          | 210                  | 26.7          |
| A-glass           | 2.46           | 2.1            | 1.35            | 69                   | 28.0          |
| C-glass           | 2.46           | 2.5            | 1.35            | 69                   | 28.0          |
| E-glass           | 2.60           | 2.5            | 1.33            | 76                   | 29.2          |
| S-2 glass         | 2.49           | 4.83           | 1.94            | 97                   | 39.0          |
| Silicon           | 2.16           | 0.206–0.412    | 0.0954–0.191    |                      |               |
| Quartz            | 2.2            | 0.3438         | 0.156           |                      |               |
| Sợi carbon (lớn)  | 1.74           | 3.62           | 2.08            | 228                  | 131           |
| Sợi carbon (vừa)  | 1.80           | 5.10           | 2.83            | 241                  | 134           |
| Sợi carbon (nhỏ)  | 1.80           | 6.21           | 3.45            | 297                  | 165           |
| Kevlar K-29       | 1.44           | 3.62           | 2.51            | 41.4                 | 28.8          |
| Kevlar K-149      | 1.47           | 3.48           | 2.37            |                      |               |
| Polypropylene     | 0.91           | 0.27-0.65      | 0.297–0.714     | 38                   | 41.7          |
| Polyacrylonitrile | 1.18           | 0.50-0.91      | 0.424–0.771     | 75                   | 63.6          |
| Basalt fiber      | 2.65           | 2.9–3.1        | 1.57–1.81       | 85–87                | 32–33         |

| Loại vật liệu                   | Mô đun đàn hồi | Năng suất căng | Sức căng |
| ------------------------------- | -------------- | -------------- | -------- |
| E (GPa)                         | fy (MPa)       | fu (MPa)       |          |
| Thanh thép đường kính 13-mm     | 200            | 375            | 560      |
| Thanh thép đường kính 10-mm     | 200            | 360            | 550      |
| Thanh thép đường kính 6-mm      | 200            | 400            | 625      |
| Thanh thép đường kính 10-mm     | 48.1           | -              | 1113     |
| Thanh thép BFRP đường kính 6-mm | 47.5           | -              | 1345     |
| Tấm thép BFRP                   | 91             | -              | 2100     |